# Mistrzostwa Europy w futbolu amerykańskim
Mistrzostwa Europy w futbolu amerykańskim – cyklicznie rozgrywane turnieje najlepszych europejskich, męskich reprezentacji krajowych w futbolu amerykańskim, organizowane od 1983 do 2014 roku przez Europejską Federację Futbolu Amerykańskiego a od 2015 roku przez IFAF Europe. Mistrzostwa rozgrywano dotychczas szesnaście razy, rekordowym zwycięzcą jest reprezentacja Finlandii, która zdobyła tytuł pięciokrotnie.

## Wyniki
| Rok            | Kraj      |                 | Finał | Finał     | Finał           |       | Mecz o trzecie miejsce | Mecz o trzecie miejsce | Mecz o trzecie miejsce |
| Rok            | Kraj      | Zwycięzca       | Wynik | Finalista | Trzecie miejsce | Wynik | Czwarte miejsce        |                        |                        |
| 1983           | Włochy    | Włochy          | 18-6  | Finlandia | Niemcy          | 27-20 | Francja                |                        |                        |
| 1985           | Włochy    | Finlandia       | 13-2  | Włochy    | Niemcy          | 13-0  | Francja                |                        |                        |
| 1987           | Finlandia | Włochy          | 24-22 | Niemcy    | Finlandia       | 38-23 | Wielka Brytania        |                        |                        |
| 1989           | Niemcy    | Wielka Brytania | 26-0  | Finlandia | Niemcy          | 29-9  | Włochy                 |                        |                        |
| 1991           | Finlandia | Wielka Brytania | 14-3  | Finlandia | Holandia        | 17-12 | Francja                |                        |                        |
| 1993           | Włochy    | Finlandia       | 17-7  | Włochy    | Niemcy          | 21-3  | Szwecja                |                        |                        |
| 1995           | Austria   | Finlandia       | 27-7  | Włochy    | Austria         | 18-0  | Ukraina                |                        |                        |
| 1997           | Włochy    | Finlandia       | 27-6  | Szwecja   | Włochy          | 14-7  | Wielka Brytania        |                        |                        |
| 2000           | Niemcy    | Finlandia       | 30-29 | Niemcy    |                 |       |                        |                        |                        |
| 2001           | Niemcy    | Niemcy          | 19-7  | Finlandia |                 |       |                        |                        |                        |
| 2005           | Szwecja   | Szwecja         | 16-7  | Niemcy    | Finlandia       | 34-12 | Wielka Brytania        |                        |                        |
| 2010 Szczegóły | Niemcy    | Niemcy          | 26-10 | Francja   | Austria         | 30-0  | Szwecja                |                        |                        |
| 2014           | Austria   | Niemcy          | 30-27 | Austria   | Francja         | 35-21 | Finlandia              |                        |                        |
| 2018 Szczegóły | Finlandia | Francja         | 28-14 | Austria   | Finlandia       | 35-21 | Szwecja                |                        |                        |
| 2021           | Europa    | Włochy          | 41-14 | Szwecja   | Finlandia       | 14-6  | Francja                |                        |                        |
| 2023           | Europa    | Austria         | 28-0  | Finlandia | Włochy          | 26-7  | Szwecja                |                        |                        |